# Iwaszkowce (przystanek kolejowy)
Iwaszkowce (ukr. Івашківці, ros. Івашківці) – przystanek kolejowy w pobliżu miejscowości Iwaszkowce, w rejonie tarnopolskim, w obwodzie tarnopolskim, na Ukrainie. Położony jest na linii Szepetówka – Tarnopol.
Przystanek istniał przed II wojną światową.